# Sweet Caroline
Sweet Caroline è una canzone del cantautore statunitense Neil Diamond, arrangiata da Charles Calello e pubblicata come singolo nel 1969. Venne selezionata nel 2019 dalla Biblioteca del Congresso per essere conservata nel National Recording Registry poiché “culturalmente, storicamente o esteticamente importante”.

## Ispirazione
In due interviste, del 2007 e del 2011, Neil Diamond affermò di aver tratto ispirazione da Caroline Kennedy, figlia di John Fitzgerald, della quale vide una foto sulla copertina di una rivista. Pochi anni dopo però, nel 2014, dichiarò che la canzone parlava della sua futura moglie Marsha, ma che aveva bisogno di un nome di tre sillabe da inserire nella melodia.

## Classifica
Il singolo si piazzò quarto nella classifica di Billboard nella settimana del 16 agosto e ricevette il riconoscimento del disco d'oro da parte della RIAA. Divenne disco di platino nel 1994. Nella UK  Singles Chart raggiunse l'ottava posizione, per poi tornare in classifica nel 2021, in occasione del suo utilizzo da parte dei tifosi inglesi agli Europei 2020, salendo fino al numero 20. In questo Paese ebbe un doppio disco di platino da parte della BPI.

## Utilizzo negli eventi sportivi
Viene sempre diffusa negli incontri casalinghi dei Carolina Panthers di NFL sin dal 1996. Anche i Boston Red Sox l'hanno sempre utilizzata a partire dal 1997, in particolare a metà dell'ottavo inning dal 2002. Per gli Iowa State Cyclones rappresenta invece dal 2006 la canzone adatta a festeggiare la vittoria. L'Università di Pittsburgh nel 2008 l'ha riadattata per incontri di football americano e molti altri eventi.
In Canada, il brano viene regolarmente usato nelle gare interne degli Erie Otters.
In Irlanda del Nord esso è addirittura divenuto un inno dei tifosi della nazionale di calcio, i quali lo cantarono dopo la loro vittoria contro l'Inghilterra del 2005. Anche il giocatore di freccette nordirlandese Daryl Gurney l'ha adottata come canzone di entrata per questo motivo. Tuttavia nel 2021, agli Europei 2020, sono stati i sostenitori inglesi a fare propria Sweet Caroline, scatenando la reazione dei loro rivali. Tra le squadre di club del Regno Unito, i tifosi del Reading F.C. la utilizzano dal 2015 e quelli dell'Aston Villa dal 2019.
Darren Till, artista marziale misto, l'ha scelta come canzone di entrata nel 2018. Dopo la finale di Coppa del Mondo di cricket 2019 a Londra, gli inglesi cantarono Sweet Caroline per celebrare la vittoria.
Dal 2011 viene intonata anche durante le partite di volley, in ricordo soprattutto di Caroline Found giocatrice di volley dell'Iowa, con lei in campo l'Iowa City West High School vince il campionato 2010. Dopo una festa a casa Found, Caroline va a trovare la madre ricoverata in ospedale con il motorino e durante il tragitto avrà luogo il fatale incidente. La sua squadra in quella drammatica stagione fu capace poi di vincere il campionato nazionale 2011. Da questa incredibile storia fu realizzato nel 2018 il film Una stagione da ricordare. 

## Formazione
- Neil Diamond: Voce, chitarra acustica
- Charles Calello: Arrangiamenti per archi, fiati e voce
- The Memphis Boys: Altri strumenti
- Gene Chrisman: Batteria
- Tommy Cogbill: Basso
- Bobby Emmons: Tastiera
- Reggie Young: Chitarra elettrica

## Cover
DJ Ötzi realizzò una propria versione di Sweet Caroline nel 2009, la quale arrivò diciottesima in Austria e diciannovesima in Germania.
Bob Dylan realizzò una propria versione di "Sweet Caroline" inserita nel suo The Bootleg Series Vol. 16: Springtime in New York 1980–1985 pubblicato nel 2021 dalla Legacy Records.